# Carlos Coloma (wielrenner)
Carlos Coloma Nicolás (Logroño, 28 september 1981) is een Spaans wielrenner en mountainbiker. Hij is meervoudig nationaal kampioen op het onderdeel cross country mountainbike. 

## Carrière
Coloma vertegenwoordigde zijn vaderland driemaal op rij bij de Olympische Spelen: 2008 (Peking) en 2012 (Londen) en 2016 (Rio). Zijn beste olympische prestatie was de derde plaats die Coloma behaalde in Rio.

## Erelijst

### Mountainbike
2002
- Nationaal kampioen (beloften)

2003
- Europees kampioenschap (beloften)
- Europees kampioenschap (teamestafette)

2005
- Nationaal kampioen (elite)

2008
- 28e Olympische Spelen

2012
- 6e Olympische Spelen

2016
- Olympische Spelen